# 罗建红
罗建红（1958年10月—），男，重庆涪陵人，中国神经生物学家，浙江大学教授、原副校长，中国农工民主党中央委员会常务委员、浙江省委员会主任委员，第十三届全国政协委员。